# Biezlesnyj (obwód uljanowski)
Biezlesnyj (ros. Безлесный) – osiedle w Rosji, w obwodzie uljanowskim, w rejonie majńskim. W 2010 liczyło 247 mieszkańców.